# كويكب نوع-J
الكويكبات من النوع جاي أو (J-type) , هي نوع من الكويكبات ذات طيف قريب للديجونات لذا من المحتمل أنها مشابهة لتلك الطبقات العميقة الموجودة في الكويكب فيستا , طيفها مقارب للكويكبات من النوع في لكنها تمتاز بامتصاص قوي عند 1 مايكروميتر.